# Inja (Tscharysch)

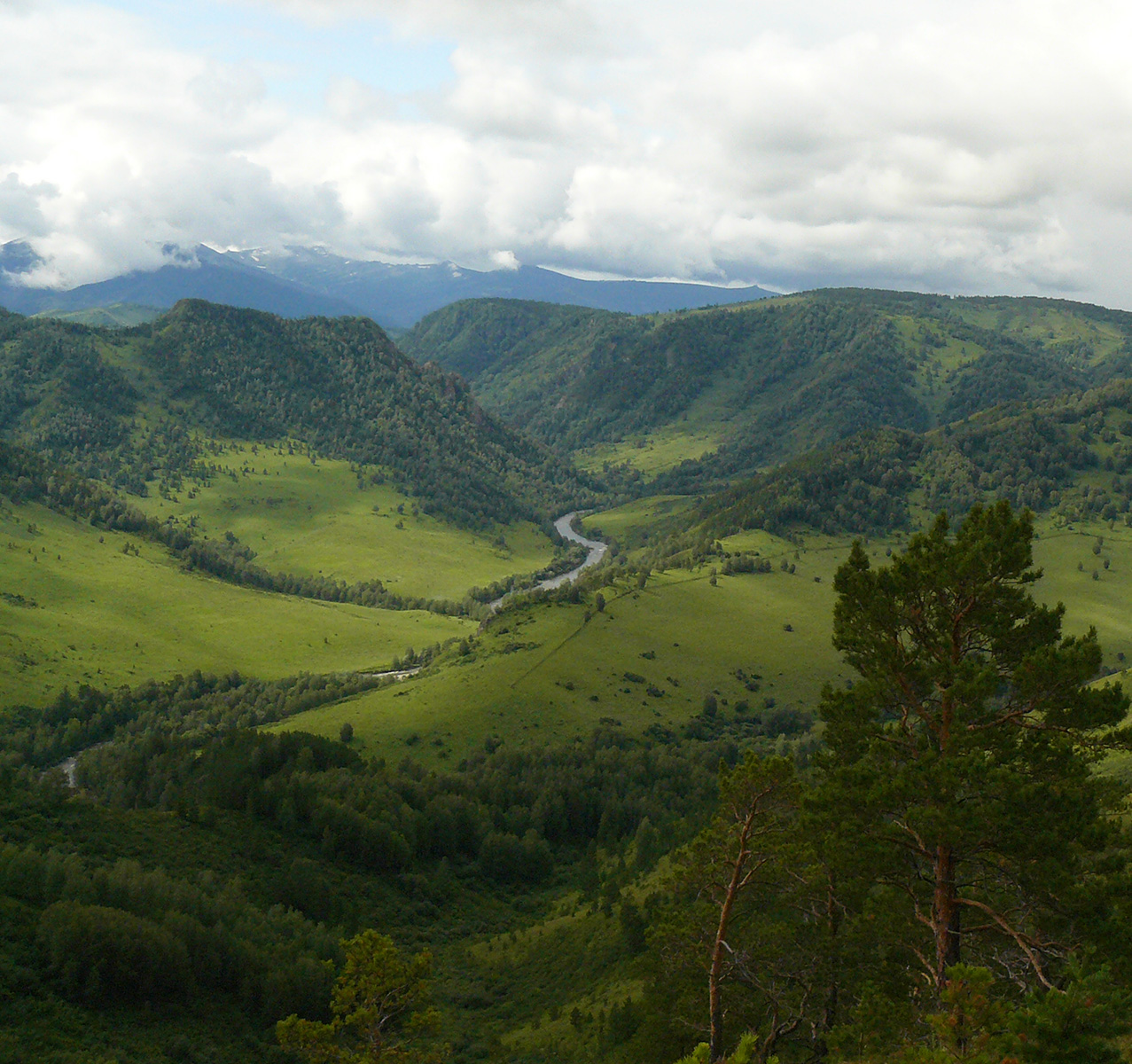
Inja (2009)

Die Inja (russisch Иня) ist ein linker Nebenfluss des Tscharysch in der russischen Region Altai.
Die Inja entspringt am Nordhang des Tigirek-Kamms im nordwestlichen Altaigebirge an der kasachischen Grenze. Die Inja fließt anfangs in westlicher Richtung durch das Gebirge. Später wendet sie sich nach Norden. Sie passiert den Ort Tschineta und mündet in den nach Westen strömenden Tscharysch, 11 Kilometer oberhalb der Einmündung der weiter westlich fließenden Belaja. Die Inja hat eine Länge von 110 km. Sie entwässert ein Areal von 1480 km². Die Inja ist ein Wildwasserfluss mit Stromschnellen vom Schwierigkeitsgrad III. Es werden Rafting-Touren auf dem Fluss angeboten.